# تل خرسی
تل خرسی مربوط به عصر آهن I- عصر آهن دو است و در شهرستان اقلید، بخش مرکزی، روستای آب باریک واقع شده و این اثر در تاریخ ۱۲ بهمن ۱۳۸۱ با شمارهٔ ثبت ۷۳۳۲ به‌عنوان یکی از آثار ملی ایران به ثبت رسیده است.